# یحیی پیرعباسی
یحی پیرعباسی ریاست سابق شعبه ۲۶ دادگاه انقلاب اسلامی تهران می‌باشد. وی پس از انحلال شعبه ۲۶ دادگاه انقلاب اسلامی تهران، در بهمن ماه ۱۳۹۲، به یکی از دادگاه‌های عمومی کیفری تهران منتقل شده است. قاضی پیر عباسی پس از وقایع انتخابات ریاست جمهوری سال ۱۳۸۸، جانشین قاضی حداد در شعبه ۲۶ دادگاه انقلاب اسلامی تهران شد. پیش از آن یحیی پیر عباسی سابقه قضاوت در دادگاه خانواده را داشته است. یحیی پیرعباسی از دوستان عباس جعفری دولت‌آبادی است. پیشینه این دوستی به همکاری وی با عباس جعفری دولت‌آبادی در دادسرای خوزستان باز می‌گردد.
وی به دلیل نقشی که در نقض گسترده و شدید حقوق مردم ایران داشته است از طرف اتحادیه اروپا و ایالات متحده آمریکا محکوم و تحریم شده است.

## احکام صادر شده توسط یحیی پیرعباسی
از نظر بسیاری از منتقدان جمهوری اسلامی ایران، احکام سنگین صادر شده توسط یحیی پیرعباسی برای روزنامه‌نگاران، حقوقدانان، فعالان سیاسی و اعضای اقلیت‌های قومی و مذهبی ایران، ناعادلانه و فراقانونی بوده است. در سال ۱۳۹۳، روزنامه بریتانیایی گاردین طی گزارشی یحیی پیر عباسی را به عدم بیطرفی و سرکوب معترضان متهم نمود.
در ادامه به بخشی از احکام صادر شده توسط یحیی پیر عباسی اشاره شده است.
۱۸ سال زندان، تبعید به شهر برازجان و ۲۰ سال محرومیت از وکالت برای عبدالفتاح سلطانی ، وکیل دادگستری؛ ۱۵سال زندان (۱۰ سال حبس در تبعید در شهرستان ایذه) و ۷۴ ضربه شلاق برای ضیاءالدین نبوی، فعال دانشجویی؛ ۱۵ سال حبس تعزیری برای حسین رونقی ، فعال مدنی؛ ۱۴ سال حبس، ۱۲ سال حبس تعزیری برای نوید خانجانی ، شهروند بهایی و دانشجوی محروم از تحصیل؛ ۱۱ سال حبس، ۲۰ سال محرومیت از وکالت و ۲۰ سال ممنوع‌الخروجی از ایران برای نسرین ستوده ، وکیل دادگستری؛ ۱۱ سال حبس تعزیری، برای نرگس محمدی، فعال حقوق بشر؛ ۸ سال حبس تعزیری برای سعید عابدینی ، کشیش مسیحی؛ ۷ سال و ۴ ماه حبس تعزیری و ۳۴ ضربه شلاق برای بهمن احمدی امویی ٬روزنامه‌نگار؛ ۶ سال حبس و ۲۰ سال محرومیت از فیلمسازی و خروج از کشور برای جعفر پناهی ، فیلمساز؛ ۶ سال حبس تعزیری و ۷۴ ضربه شلاق برای شادی صدر، وکیل دادگستری و فعال جنبش زنان؛ ۶ سال زندان، تبعید به ایذه در جنوب غربی ایران و ۷۶ضربه شلاق برای شیوا نظر آهاری فعال حقوق بشر؛ ۶ سال حبس تعزیری برای نازنین خسروانی، روزنامه‌نگار و یک سال حبس تعزیری و ۳۰ سال محرومیت از شغل روزنامه نگاری برای ژیلا بنی‌یعقوب ٬روزنامه‌نگار.

## تحریم اتحادیه اروپا
اتحادیه اروپا طی تصمیم مورخ ۲۳ فروردین ۱۳۹۰ (۱۳ آوریل ۲۰۱۱)، ۳۲ مقام ایرانی از جمله یحیی (عباس) پیرعباسیرا به دلیل نقشی که در نقض گسترده و شدید حقوق شهروندان ایرانی داشته‌اند، از ورود به کشورهای این اتحادیه محروم کرد. کلیه دارایی‌های این مقامات نیز در اروپا توقیف خواهد شد.

## موارد نقض حقوق بشر
بر اساس بیانیه اتحادیه اروپا یحیی پیرعباسی در زمان ریاست شعبه‌های ۲۶ و ۲۸ دادگاه انقلاب، از مسئولان رسیدگی به پرونده‌های بعد از انتخابات بود و احکام بلند مدت حبس و همین‌طور اعدام برای شماری از معترضان صادر کرده است.